# Neue Residenz (Salzburg)

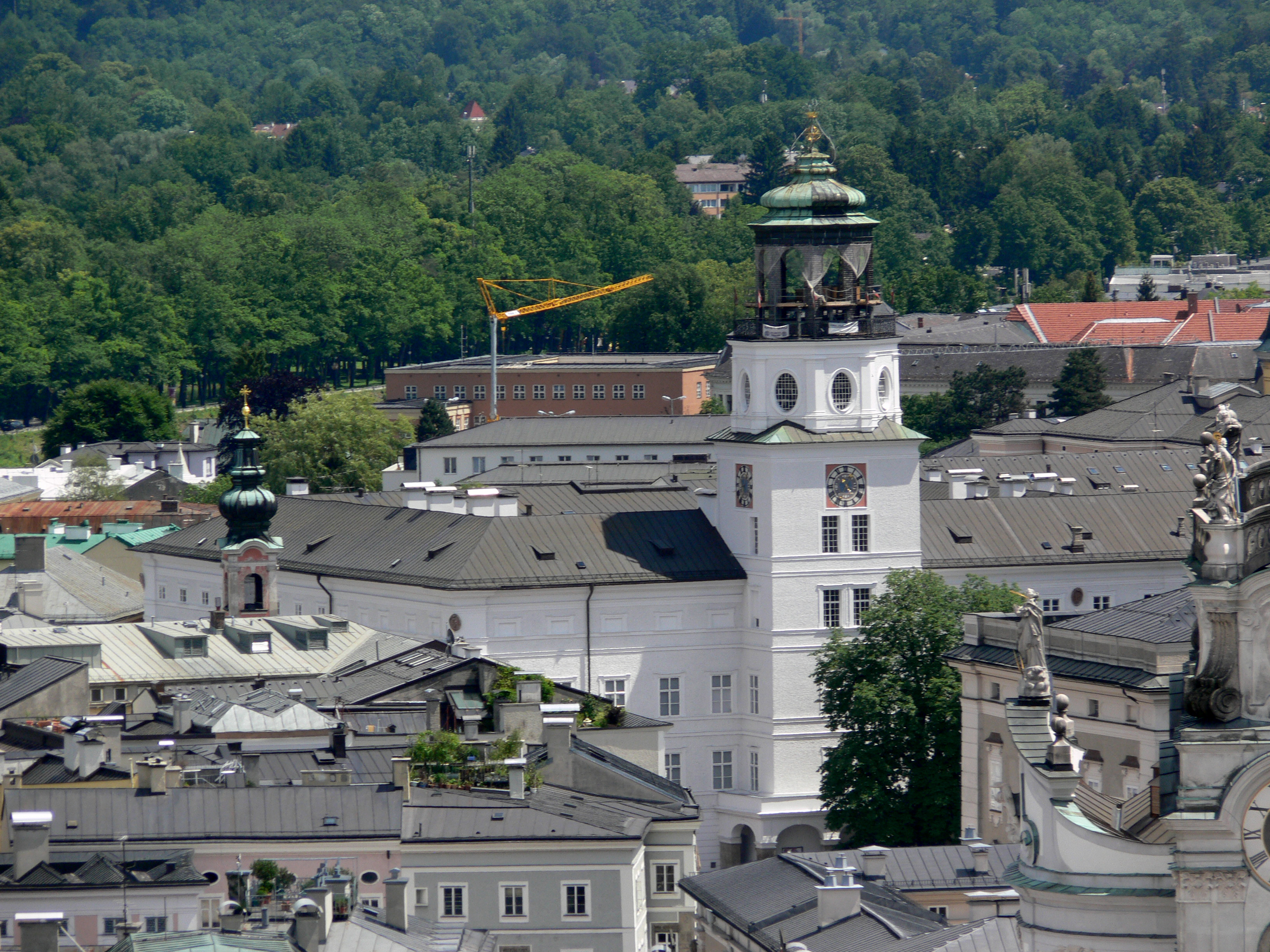
Neue Residenz, vom Mönchsberg aus gesehen

Die Neue Residenz in der Salzburger Altstadt, einst auch Palazzo Nuovo genannt, wurde von Fürsterzbischof Wolf Dietrich von Raitenau im Osten des Salzburger Domes errichtet, als Ergänzung zur Salzburger Residenz. Der geistliche Fürst, der damals reichste im gesamten Heiligen Römischen Reich Deutscher Nation, begann mit diesem ersten Bauvorhaben 1588 nach der Demolierung der dortigen Bürger- und Domherrenhäuser. Zwischen 1592 und etwa 1597 ruhte der Bau. Mit Hofbaumeister Andrea Bertoletti wurde die unterbrochene Arbeit wieder aufgenommen. Die Trakte um den nördlichen Hof wurden anschließend um 1602 fertiggestellt. Später folgten Trakte um einen weiteren südlichen Hof.
Anfangs dienten erste Trakte der Neuen Residenz als Wohnsitze der Brüder des Fürsterzbischofs. Vielleicht war dieses Gebäude auch als spätere ständige private Unterkunft des Fürsten selbst gedacht. Im Jahr 1600 übersiedelte der Regent trotz der weitergehenden Bauarbeiten bereits seine Geschwister in dieses Haus. Als nach dem Jahr 1600 zwei Brüder des Erzbischofs – wohl nach einem vorangegangenen familieninternen Zwist – die Stadt verließen, änderte sich auch die vorgesehene Nutzung. Nunmehr wurde das Gebäude öffentlichen Zwecken zugeführt. Es war dabei vermutlich auch als repräsentative Herberge für fremde Fürsten vorgesehen.
Heute ist die Neue Residenz Sitz des Salzburg-Museums, das Salzburger Heimatwerk ist dort untergebracht, außerdem ist es für das Salzburger Glockenspiel, ein historisches Schlagwerk, bekannt.

## Von Scamozzi 1604 geplanter neuer Residenzplatz
Die Planung für den Residenzplatz von Vincenzo Scamozzi sah – anderes als heute – eine Orientierung auf den Haupteingang zu dem in Nord-Süd-Richtung (!) stehenden Scamozzi-Dom vor, der durch je einen Arkadengang sowohl mit der Alten Residenz (im Westen) als auch mit der Neuen Residenz (im Osten) verbunden sein sollte. Über diesen Arkadengang sollte man – sowie heute durch die Dombögen – von einer Residenz in die andere – gehen können.
Deswegen liegt – mutmaßlich – das Piano Nobile in der Neuen Residenz im zweiten Stock und ist das Stiegenhaus leicht seitlich aus der Mitte des Gebäudes gerückt.

## Fassaden
Es gibt eine These, dass die Fassaden der Neuen Residenz, ähnlich der Architektur um den Garten der Dietrichsruh oder den Haupthof der Residenz, vor allem durch Pilaster gestaltet werden sollten. Diese vertikalen Elemente hatten die Aufgabe, der spannungsarmen Breite des Gesamtbaues entgegenzuwirken. Die Fenster sollten dabei von wechselnden Spitz- und Segmentgiebel gekrönt werden; erste Fassadenteile besaßen bereits diese Gestalt. Die vier Ecken des Gebäudes wurden gemäß dem Wunsch Wolf Dietrichs mit den Wappen seiner Großeltern ausgeschmückt: jenen der Geschlechter Medici, Hohenems, Raitenau und Sirgenstein.

## Turm (seit 1702 Glockenspielturm)

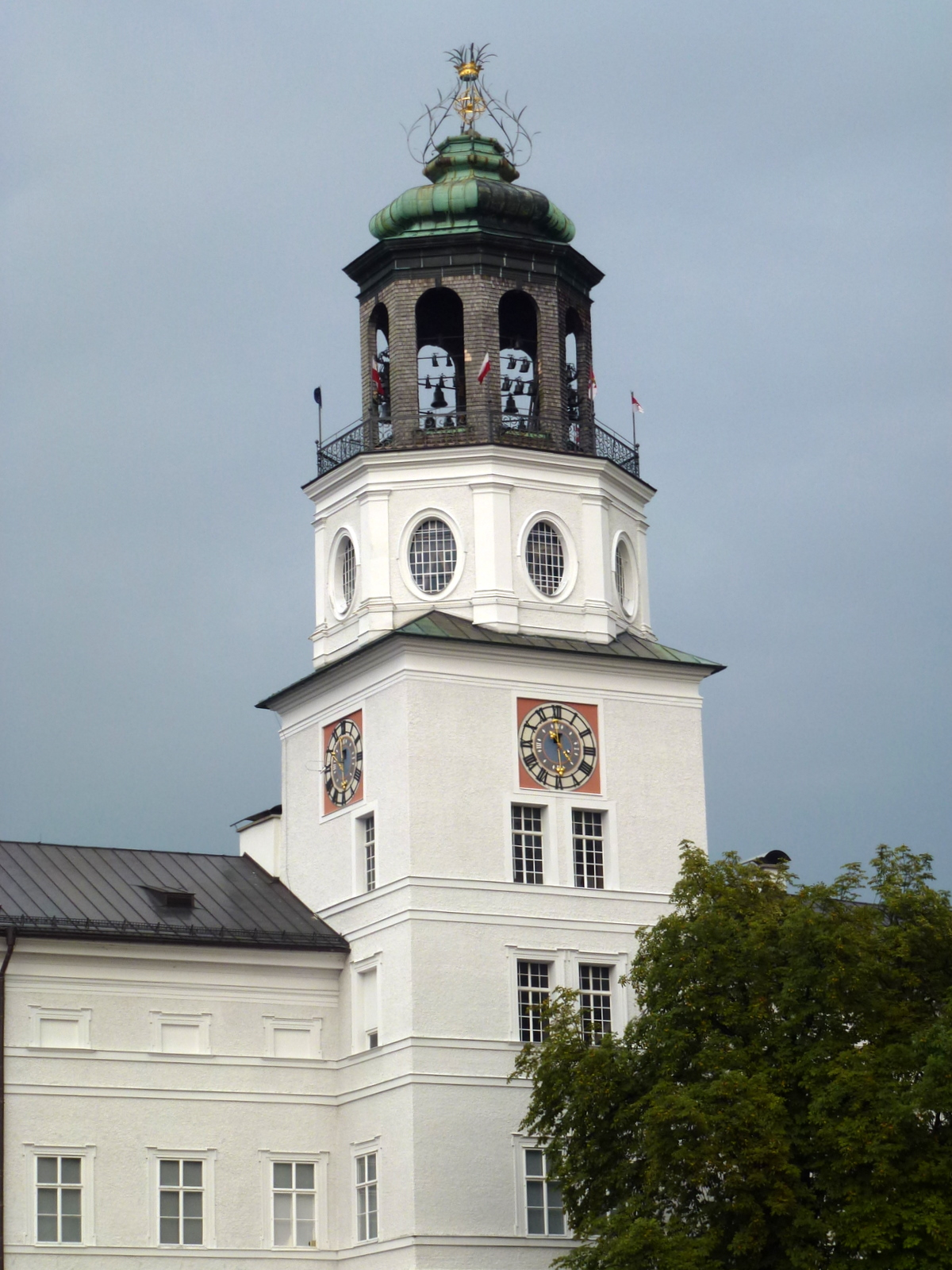
Der Turm mit dem Glockenspiel

Der Turm der Neuen Residenz wurde von Wolf Dietrich von Raitenau dem Bau vorgesetzt und war ursprünglich 5-geschoßig. Er besaß zuerst ein flaches Pyramidendach mit aufgesetzter kleiner Tambourkuppel. Der Turm war dabei genau über dem geplanten Arkadengang in den Dom und die Alte Residenz vorgesehen. Durch diesen Gang ergab sich, dass der Turm nicht genau in der Fassadenmitte errichtet wurde.
Im Jahr 1701 wurde diesem Turm von Erzbischof Johann Ernst von Thun ein achteckiger Aufbau mit offenen Rundbogenarkaden für das Glockenspiel aufgesetzt, der von einem Haubendach gekrönt wird. 1702 wurden dann die 35 Glocken des Antwerpener Gießers Melchior des Haze (1688–1689) samt Spielwerk geliefert; der Salzburger Hofuhrmacher Jeremias Sauter setzte diese Einzelteile dann zusammen. Die drei Arkaden direkt vor dem Turm (nördliche Joche) stammen aus der Zeit von Johann Ernst von Thun, die Fortsetzung dieser Arkaden nach Süden hin aus der Zeit um 1860.
Drei Mal am Tag erklingt das Glockenspiel. Es sind mehr als 100 verschiedene Musikstücke nachgewiesen. Diese werden über eine Spielwalze erzeugt, die aus 24 Messingplatten mit 7.974 Stecklöchern für die Stifte bestehen, die die Hebel (Claves) der Schlaghämmer auslösen.

## Geschichte
Die Neue Residenz wurde in der zweiten Hälfte des 17. Jahrhunderts einerseits als Hofgebäude, anderseits als Gebäude für die Hohe Salzburger Landschaft genutzt. In einem Teil war dabei das Zeughaus untergebracht.
Anstelle des einstigen, von einer Mauer eingefriedeten Gartens, ließ Max Gandolf von Kuenburg um einen weiteren Innenhof den heutigen Kuenburg-Trakt errichten. In dessen ersten Stock war daraufhin lange Zeit die fürsterzbischöfliche Hofbibliothek untergebracht. Im zweiten Obergeschoß befand sich der Erbämtersaal, dessen Holzkassettendecke mit seinem Akantusschnitzwerk von 1680 erhalten ist.
Erzbischof Colloredo ließ 1786 das Zeughaus in der Neuen Residenz räumen und den Trakt großteils zu Verwaltungszwecken umbauen.
Nach 1803 wurde die Neue Residenz als Dikasterialgebäude genutzt und in der k. k. Monarchie als Verwaltungsgebäude des Hofkameralärars. Hier waren 1824 das Stadt- und Landrecht, die Berg- und Salinendirektion, das Fiskalamt, das Bücherrevisionsamt, das Kameral-Zahlamt und die Staatsgüterinspektion untergebracht.
1850 wurden hier Amtsräume für das neue Kronland Salzburg geschaffen, wozu auch ein neuer Landtagssaal und Räume für das Landesgericht gehörten. Zudem wurden Postdirektion und Telegraphenbüro untergebracht. Nach 1890 erhielt die Neue Residenz auch formell den Status eines Regierungsgebäudes, daran änderte sich auch während der Ersten Republik nichts. Die Räume um das südöstliche Eck samt dem früheren Prunksaal sala grande wurden 1944 durch einen Bombenangriff der US-amerikanischen und britischen Luftwaffe zerstört, lediglich die Außenmauern blieben großteils bestehen. Nach Kriegsende wurde der Trakt bis zum Erdgeschoß ausgeräumt und neu aufgebaut.
Später war in dem Gebäude vor allem das Amt der Salzburger Landesregierung untergebracht. Nach 1990 wurde (nach etlichen gescheiterten Versuchen) das Museumskonzept von Stadt und Land Salzburg beschlossen. Nach dem Auszug der Behörden in andere adaptierte Gebäude begannen 2003 die Umbauarbeiten in der Neuen Residenz und wurden 2005 beendet. Am 26. Oktober 2005 wurde in der ehemaligen, umgebauten Postschalterhalle das Panorama Museum und am 26. Jänner 2006 im Gebäudetrakt rund um den ersten Innenhof die große Ausstellung Viva! Mozart eröffnet. Per 1. Mai 2007 wurde durch Beschluss der Landesregierung das bis dahin sogenannte Neugebäude in Neue Residenz und gleichzeitig das Salzburger Museum Carolino Augusteum in Salzburg Museum umbenannt. Am 30. Mai 2007 erfolgte die offizielle Eröffnung des Salzburg Museum in der Neuen Residenz. Insgesamt beliefen sich die Investitionen von Stadt und Land Salzburg in das Salzburg Museum auf 19,1 Millionen Euro.

## Prunkräume aus der Zeit um 1602

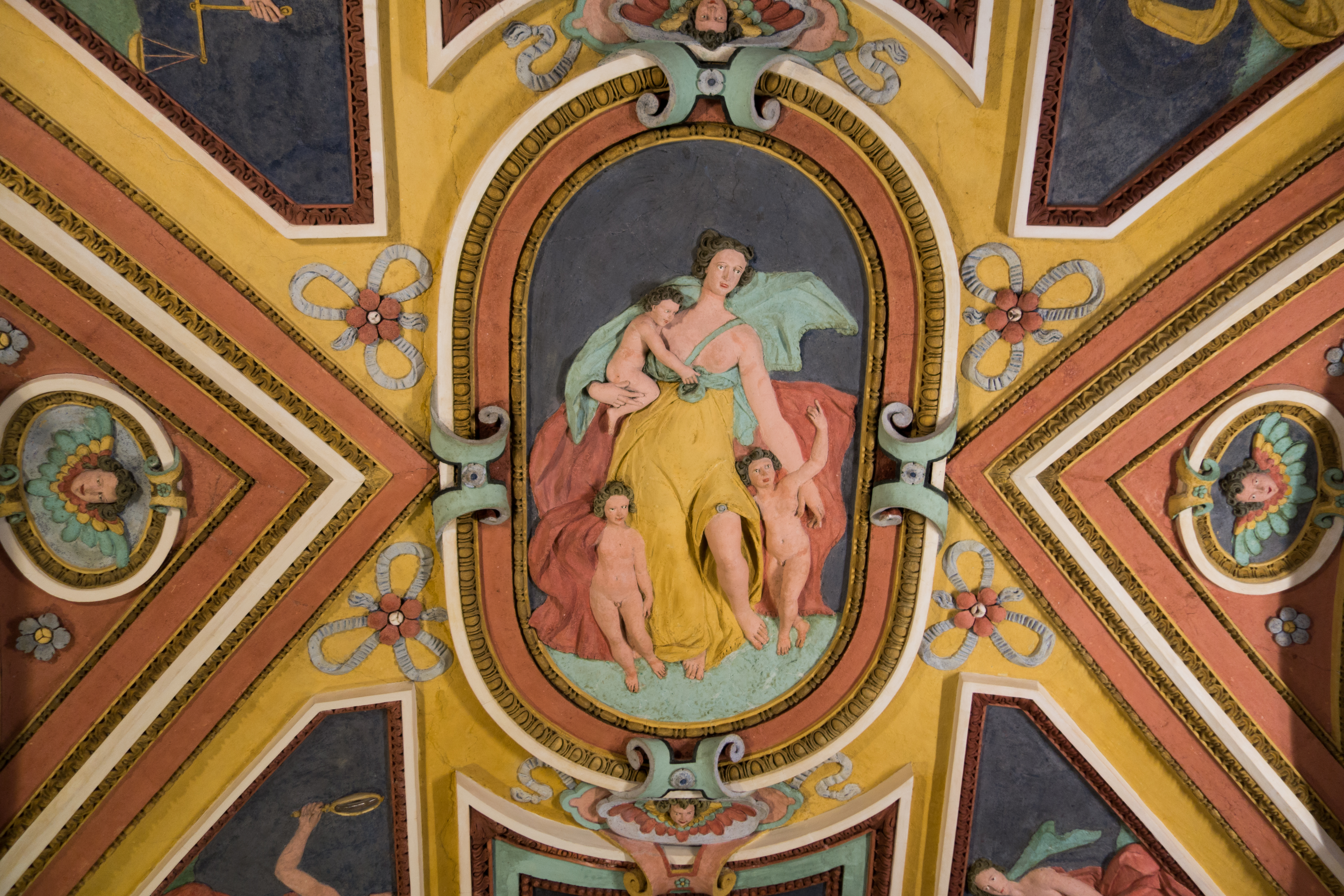
Detail der Decke im Tugendsaal (um 1602)

Im zweiten Stock des Westtraktes befinden sich die Prunkräume, teilweise mit Holzdecken, teilweise mit Spiegelgewölben und reichem bunten Stuckdekor geschmückt sind, der Elia Castello um 1602 (inschriftliche Datierung im Ständesaal) zugeschrieben wird.
Die folgenden Räume werden von Süd nach Nord gegen den Uhrzeigersinn fortlaufend aufgezählt; die Bezeichnungen sind jüngeren Datums.
Der Bischofssaal besitzt eine braune Kassettendecke aus Holz mit ovalen- und Dreipassfeldern, in dessen Mitte sich ein besonders reichhaltig gestaltetes Wappen Wolf Dietrichs befindet. Früher befanden sich hier die ganzfigurlichen Porträts aller Erzbischöfe von Markus Sittikus bis Colloredo, wovon sich der Name des Saales ableitet.
Der Tugendensaal ist ein rechteckiger Raum mit einer Stuckkassettendecke, die allegorischen Figuren zeigt. Die drei theologischen Tugenden füllen dabei die Mittelfelder, während die vier Kardinaltugenden in den seitlichen Zwickelfeldern abgebildet sind. Bemerkenswert sind hier auch die Portale aus der Zeit Wolf Dietrichs.

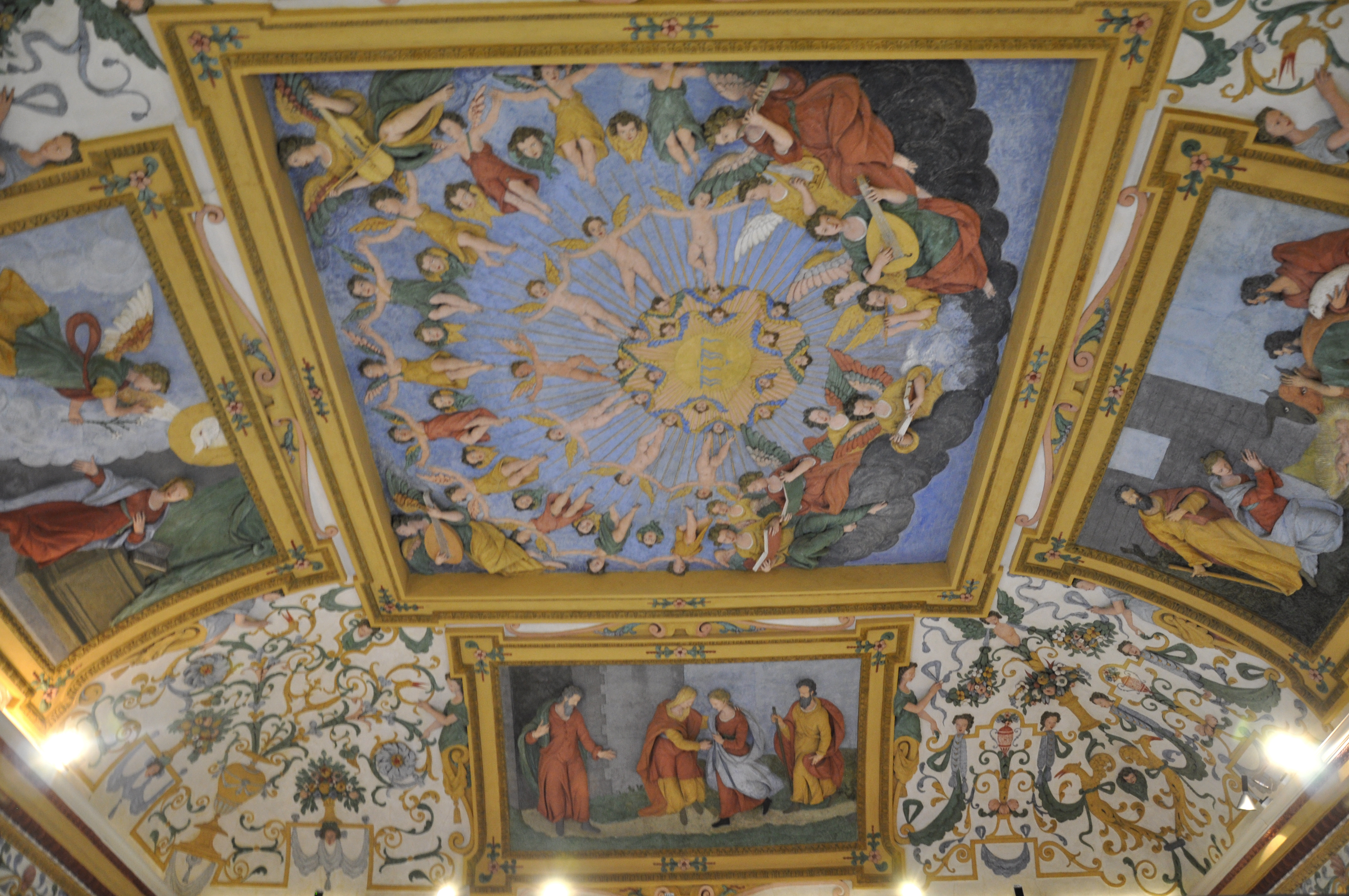
Detail der Decke im Gloriensaal (um 1602)

Der Gloriensaal, der westlich anschließt, besitzt einen quadratischen Grundriss. Hier findet sich an der Decke die Darstellung der Gloriole mit musizierenden und jubelnden Engelschören um das Zeichen Gottes. Umgeben ist das zentrale Bild von vier Rechteckfeldern mit den Darstellungen der Verkündigung Mariae, der Heimsuchung, der Anbetung des Jesuskindes durch die Hirten und der Darbringung im Tempel.

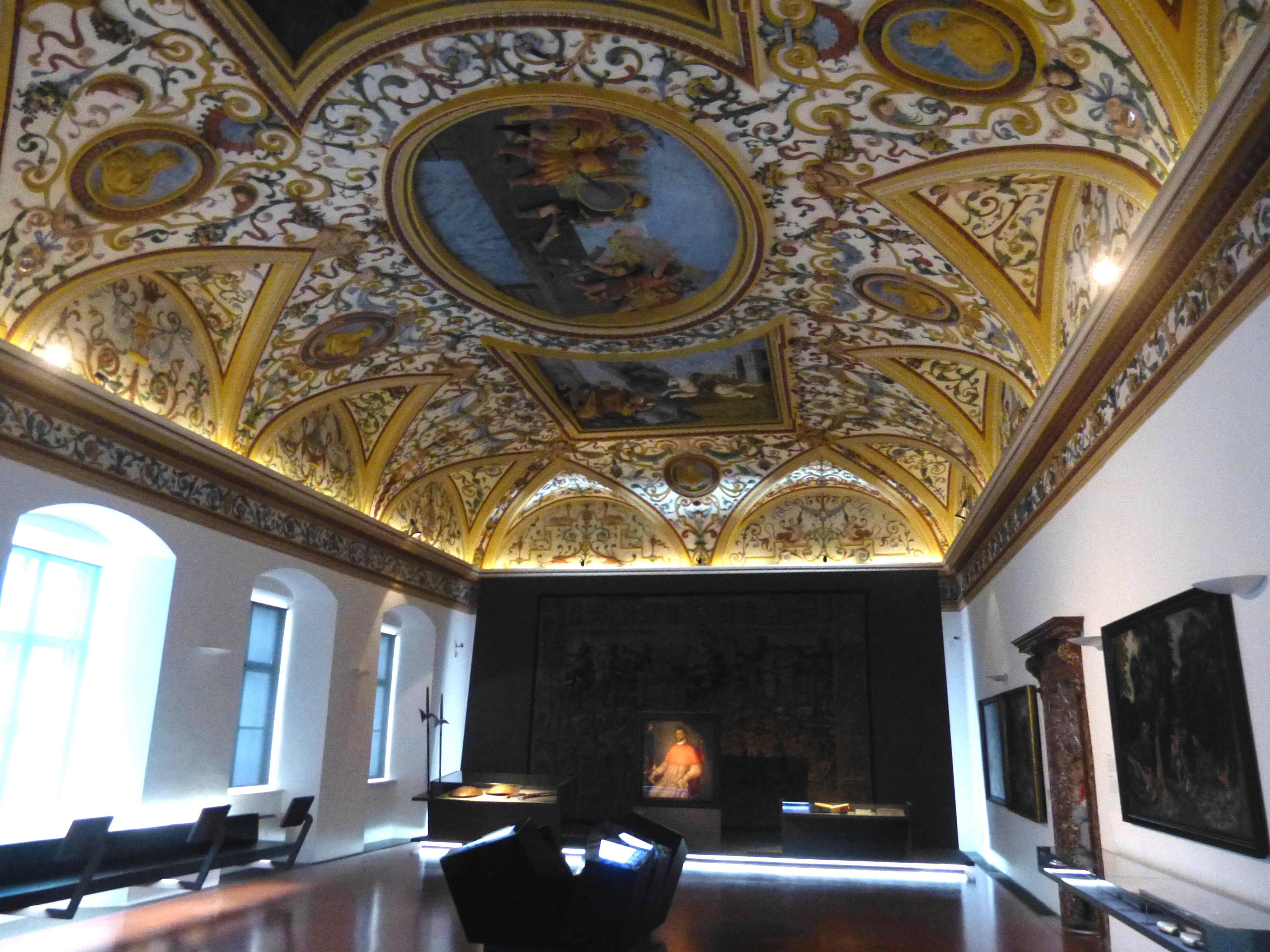
Der Ständesaal (um 1602)

Der Ständesaal, ein Eckraum zum Mozartplatz hin, zeigt antike Darstellungen des vorbildlichen aufopfernden Verhaltens: Horatius Cocles hält die auf die Tiberbrücke dringenden Feinde auf, während die Römer die Brücke abreißen, Gaius Mucius Scaevola legt vor König Porsenna seine Hand ins Feuer, Marcus Curtius springt in den flammenden Abgrund. Fünf umgebende Medaillons zeigen Büsten. Hier findet sich die Jahreszahl 1602.

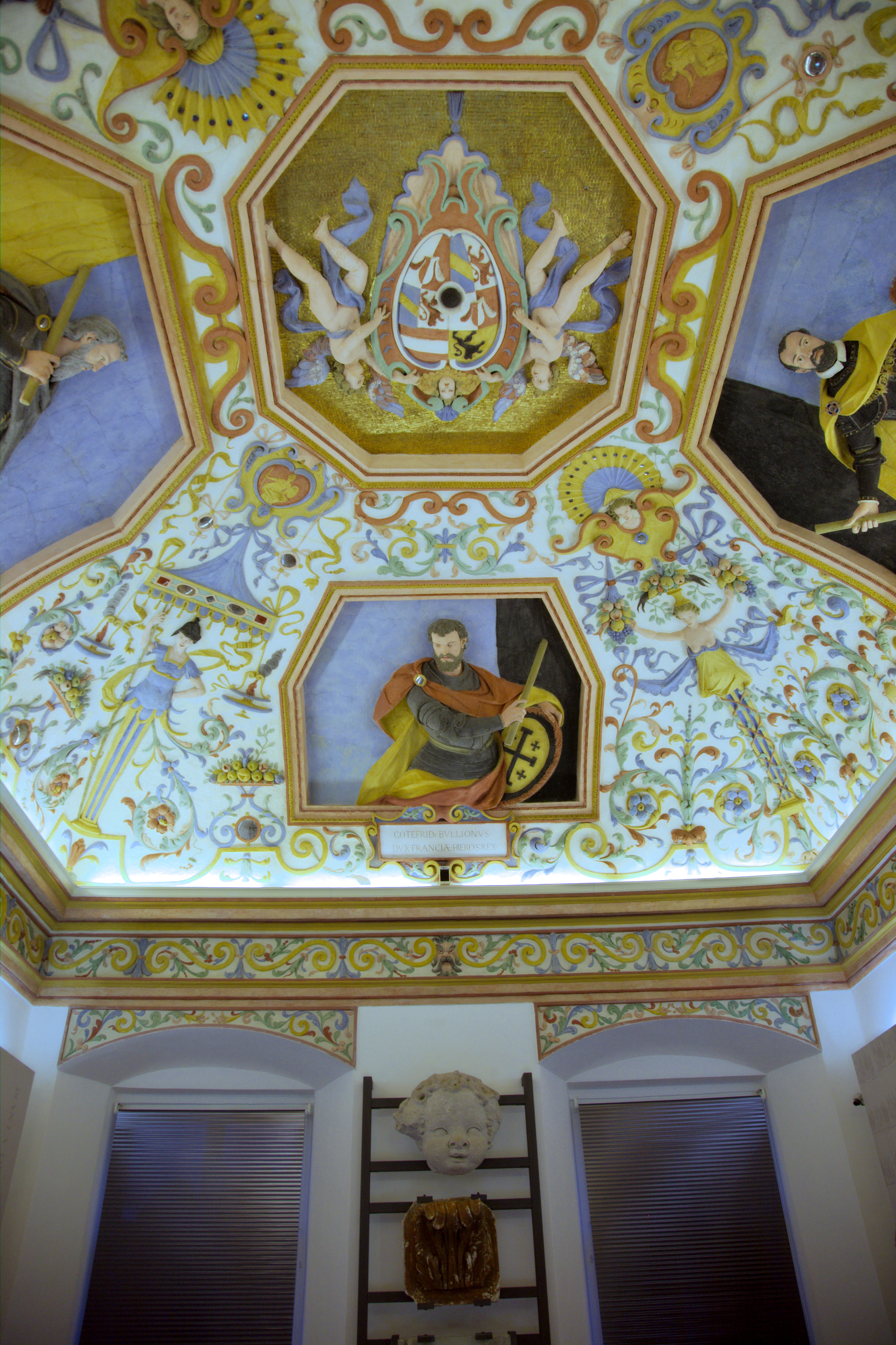
Feldherrenzimmer (um 1602)

Das östlich anschließende Feldherrenzimmer mit dem zentralen Wappen Wolf Dietrichs auf einem Goldmosaikgrund wird umrahmt von vier halbfigürliche Darstellungen von Karl dem Großen, Gottfried von Bouillon, Karl V. und Juan de Austria.
An das Feldherrnzimmer wieder folgt ein Kuppelraum, ursprünglich vielleicht ein Badezimmer. Der Raum besitzt eine Ovalkuppel mit Keramikmosaik und vier Stuckengel mit Palmzweigen.
Bemerkenswert ist auch der Rest einer prunkvollen Holzkassettendecke im Stil des frühen Barock über der kleineren sala seconda, ein Saal im Südosten des Wolf-Dietrich-Baues, die einst zur sala grande gehörte.